# Palau Miró
El Palau Miró o cal Miró era un antic casal situat a la plaça de Prim de Reus, entre el carrer de Monterols i el raval de Jesús, enderrocat el 1973, víctima de l'especulació immobiliària. Fins als darrers moments, es va mantenir en propietat dels descendents de la família, primer dels Miró, després dels Dueñas i finalment dels Rodríguez Solano, i va conservar molts elements de la decoració mural del gran saló, atribuïda a Joseph Flaugier, i altres mostres de decoració vuitcentista, com ara els plafons del sostre de l'habitació on, segons la tradició, havia dormit Isabel II, i que reproduïen els signes del zodíac. Només en resta el portal de pedra, reutilitzat com a porta d'accés a una llar d'infants a l'antiga presó preventiva de la ciutat.

## Història
El seu impulsor va ser el comerciant i empresari reusenc Pau Miró i Claveguera, ennoblit el 1757. El seu fill Pau de Miró i de March va iniciar els tràmits per l'ampliació del casal, i el seu net Agustí de Miró i de Folch va aconseguir gran part del terreny que ocuparia l'edifici. Mentrestant, la part de la casa que feia xamfrà amb el carrer de Monterols estava ja edificada. El seu fill Josep de Miró i de Burguès va acabar el gran casalici que presidí la plaça de Prim durant molts anys. La façana l'acabà completament Joaquim de Miró i de March el 1856, segons Gras i Elies, i hi havia una banderola de ferro al balco que feia cantonada amb el carrer de Monterols que portava aquesta data. L'edifici va incorporar estructures d'edificacions preexistents, com una torre rodona de l'antiga muralla de Reus, situada a la part de darrere del casal, a la confluència del carrer de Galió amb el de la Perla. Aquesta torre tenia un deu metres de diàmetre intern, i a començament del segle xviii l'havien reomplert amb enderrocs. Mentre va ser residència dels Miró, s'hi van allotjar Ferran VII i el seu seguici quan tornava de França l'any 1814. El rei hi va estar de nou el 1827, i la seva vídua Maria Cristina amb la seva filla Isabel II s'hi van estatjar el 1844.
Els Miró, propers a la ideologia carlina, es van exiliar a França durant la primera carlinada, cosa que els permeté emparentar-se amb el llinatge dels Ortafà, i així heretar la titularitat de la baronia homònima. El palau no era habitat per la família de forma continuada, i el 1862 tenia uns espais llogats a La Filarmónica, un ateneu dedicat a la promoció de la música. El 1868, Ferran de Miró i d'Ortafà llogà el casal al Centre de Lectura, que hi instal·là el seu local social. L'amplitud del nou local li va permetre una millor distribució dels seus fons: als salons que donaven a la plaça de Prim hi van col·locar el museu i la biblioteca, i el saló noble va ser utilitzat per a la celebració de conferències i altres activitats culturals. L'entitat va iniciar allà una biblioteca d'incunables i Andreu de Bofarull en va redactar el catàleg.
Desallotjat el Centre de Lectura el 1879, el 1880 s'hi va instal·lar Gabriel Masdéu, fins llavors propietari de l'antic hostal de l'Aixemús, i hi inaugurava oficialment el Gran Hotel de Londres, que va acollir els més notables esdeveniments socials de la ciutat durant una cinquantena d'anys. Els reusencs hi van celebrar un multitudinari homenatge al president Macià, quan aquest va visitar la ciutat. També hi va morir l'escultor Gargallo quan celebrava una exposició al Centre de Lectura. El 1939 va ser rebatejat com a Hotel de España, tot i que a nivell popular persistí el nom antic, que es mantingué fins a la clausura el 1971.
Els darrers anys, l'edifici s'havia anat degradant per l'abandó dels seus propietaris, i a poc a poc van anar caient els gerros i altres elements decoratius que donaven agilitat a la cornisa. A més, el temps i la pluja havien esborrat els esgrafiats i el material de construcció. Per això, el 1961 s'hi van efectuar obres de consolidació de les parts que amenaçaven ruïna, enderrocant les restes d'una torre medieval i de la torratxa que el presidia.
Cal dir que l'Ajuntament de Reus es va negar a l'intent d'adquisició per la Diputació de Tarragona, a proposta de la Caixa d'Estalvis de Tarragona, vinculada a la Diputació, per a instal·lar-hi les seves oficines i la Llotja de Contractació als baixos, i l'ens provincial l'hauria restaurat i dedicat a activitats culturals. Amb les converses ja molt avançades, el president de la Diputació hauria donat el vist-i-plau a la compra, però la proposta va ser menyspreada per l'alcalde de torn, i no es va arribar a presentar al ple.

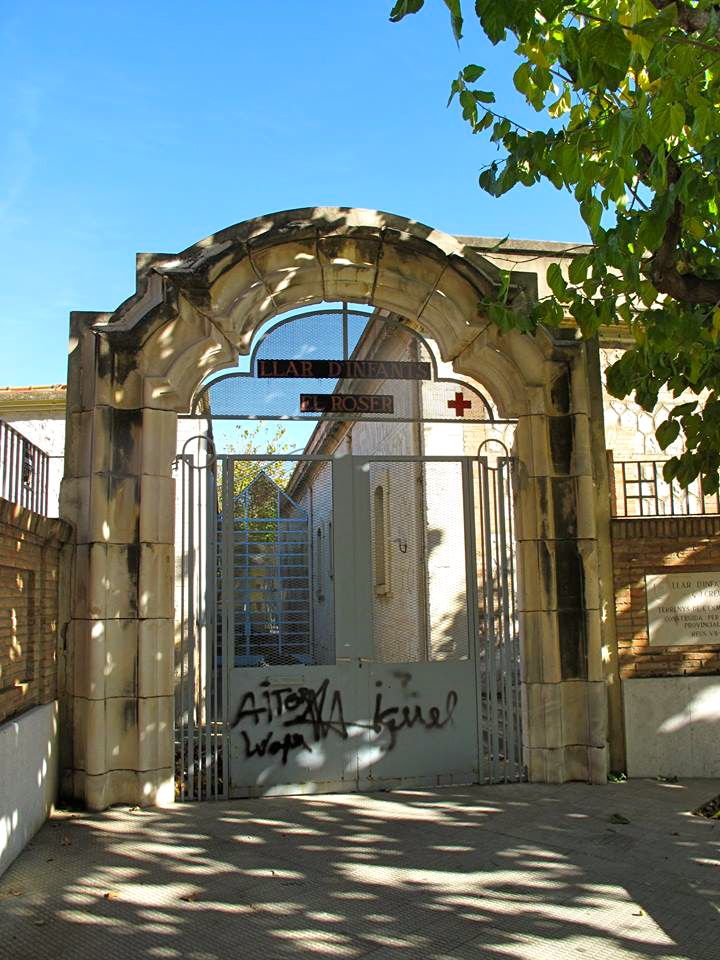
Portal del Palau Miró, reaprofitat per a una llar d'infants

## Descripció
Un cop enllestida la construcció, la residència dels Miró ocupava tota una cara de la plaça de Prim, en aquell temps plaça de les Monges pel convent de monges carmelites que hi havia, i anava des del carrer de Monterols fins al raval de Jesús, on l'edifici girava cap al carrer de la Perla. La façana, de línies austeres, recordava la tipologia dels palaus italians: un sòcol que es desdoblava en planta baixa i entresòl, un pis noble, i les golfes. La teulada quedava amagada per una barana amb pilastres llises, originàriament rematada per uns gerros ornamentals. La composició, centrada per un eix vertical que s'enfilava per la portalada de pedra i la tribuna del primer pis, acabava a la torratxa octogonal amb teulada a vuit aigües que coronava l'edifici. La façana, molt simple, era estucada, sense altra decoració que els gerros de damunt de la barana de la teulada, i amb un ritme simètric de buits i plens organitzat per les obertures a totes les plantes. La part més notable de l'edifici era la sala de ball amb les pintures de Flaugier, utilitzada posteriorment com a menjador de l'hotel. Aquesta sala tenia les parets pintades amb el que s'anomenava estil pompeià, posat de moda durant el Primer Imperi francès. A la sala hi havia també una sèrie de bustos en alt relleu d'homes de ciència o artistes, com Canova, Vitruvi o Jordi Joan, damunt de cada porta d'accés. Hi havia quatre grans teles a l'oli, obra també de Flaugier, situades sota els escuts de la família Miró. Al saló s'hi obrien dues magnífiques portes amb vitralls paisatgístics emplomats que comunicaven amb el terrat posterior, que donava accés a un petit jardí interior. També, per una escala, es podia accedir a l'interior de l'antiga torre medieval, reomplerta fins a l'entresol, i convertida en jardí botànic.